# Abertura
Abertura è un comune spagnolo di 502 abitanti situato nella comunità autonoma dell'Estremadura.